# Burkett-Inseln
Die Burkett-Inseln sind eine kleine Inselgruppe vor der Küste des ostantarktischen Enderbylands. Sie liegen unmittelbar westlich des Mount Gleadell im östlichen Teil der Amundsenbucht.
Australische Kartographen kartierten sie anhand von Luftaufnahmen, die 1956 im Rahmen der Australian National Antarctic Research Expeditions entstanden. Das Antarctic Names Committee of Australia benannte sie sie 1961 nach Graeme E. L. Burkett, Funker auf der Wilkes-Station im Jahr 1960.